# Objętość cząstkowa
Objętość cząstkowa (objętość parcjalna) – objętość, jaką zajmowałby dany składnik mieszaniny gazowej, gdyby w tej samej temperaturze sam wykazywał takie samo ciśnienie. 
Objętości cząstkowe można wyliczyć, wykorzystując równanie Clapeyrona (prawo stanu gazu doskonałego):
{\displaystyle v_{i}={\frac {n_{i}}{p}}RT}
gdzie:
vi – objętość cząstkowa składnika „i”
ni – liczność (liczba moli) składnika „i”
p – ciśnienie mieszaniny gazowej
R – uniwersalna stała gazowa
T – temperatura.
Objętość całej mieszaniny k-składnikowej:
{\displaystyle V=\sum _{i=1}^{k}v_{i}={\frac {\sum _{i=1}^{k}n_{i}}{p}}RT={\frac {n}{p}}RT}
gdzie:
V – objętość mieszaniny
n – łączna liczność składników mieszaniny.
Dla gazów rzeczywistych, szczególnie dla wysokich ciśnień, zamiast ciśnienia należałoby używać  aktywności ciśnieniowej (lotności) gazu.